# 마크 샐링
마크 살링(영어: Mark Wayne Salling, 1982년 8월 17일 ~ 2018년 1월 30일)는 미국의 배우 및 음악가이다. 2018년 1월 30일 사망하였다.